# Яппаров, Ярослав Сергеевич
Ярослав Сергеевич Яппаров (род. 22 марта 2004, Междуреченск, Кемеровская область) — российский хоккеист, нападающий.

## Биография
Начинал заниматься хоккеем в ангарском «Ермаке». С 2017 года — в системе «Югры» Ханты-Мансийск. В сезоне-2020/21 дебютировал в команде МХЛ «Мамонты Югры», в следующем сезоне также провёл два матча за «Югру» в ВХЛ. Летом 2022 года прошёл предсезонную подготовку в челябинском «Тракторе» и 31 августа заключил двухлетний двусторонний контракт. За два сезона провёл 52 матча в «Челмете» (ВХЛ) и 71 — в «Белых медведях» (МХЛ). В начале декабря 2022 года дебютировал в КХЛ, проведя за «Трактор» два матча.
19 мая 2024 года был обменян в ЦСКА на Марселя Ибрагимова. В сезоне-2024/25 сыграл 59 матчей в «Звезде» (ВХЛ) и 9 — в ЦСКА.